# Fajr Sepasi FC
El Fajr Sepasi FC (en persa: باشگاه فوتبال فجر شهید سپاسی شیراز‎)
es un equipo de fútbol de Irán que juega en la Iran Pro League, la liga de fútbol más importante del país.

## Historia
Fue fundado en el año 1986 en la ciudad de Shiraz con el nombre Behzad y es un club con recursos financieros muy limitados, aunque tiene relación con el Ejército de Irán, por lo que sus jugadores jóvenes forman parte del ejército o ya ejercieron el servicio militar (que en Irán es de dos años de servicio militar obligatorio).
Iniciaron su historia en el fútbol de Irán en la Segunda División de Irán (tercer nivel). Al finalizar la Guerra Irán-Irak cambiaron su nombre al de Fajr Shahid Sepasi; y en 1996 ascendieron a la Liga Azadegan.
En diciembre de 2006 el club fue adquirido por Deportes Moghavemat y cambiaron su nombre por el de Moghavemat Shahid Sepasi Shiraz para demostrar a quien pertenece, hasta que en el 2011 cambiaron su nombre por el que usan actualmente.

## Palmarés
- Segunda División de Irán: 1

1995/96
- Liga de la Provincia de Fars: 1

1994/95
- Copa Hazfi: 1

2000/01
- Copa Internacional AK Pipe: 1

2001

## Participación en competiciones de la AFC
| Temporada | Torneo           | Ronda | Club    | Casa | Visita | Global      |
| --------- | ---------------- | ----- | ------- | ---- | ------ | ----------- |
| 2001/02   | Recopa de la AFC | 1     | Al-Sadd | 1-1  | 1-1    | 2-2 (3-5 p) |

## Jugadores

### Jugadores destacados
| - Davoud Seyed Abbasi - Siavash Akbarpour - Ali Alizadeh - Ali Ansarian - Hossein Ashena - Hashem Beikzadeh - Alireza Emamifar - Faraz Fatemi - Mahmoud Fekri - Reza Haghighi - Mehrzad Madanchi | - Sosha Makani - Abbas Mohammadrezaei - Mehdi Nazari - Mehdi Rahmati - Mehdi Rajabzadeh - Omidreza Ravankhah - Gholamreza Rezaei - Ali Samereh - Bahman Tahmasebi - Farshid Talebi |